# Abu Hafs al-Nasafi
Naǧm al-Dīn Abū Ḥafṣ al-Nasafī (ou Najm ad-Dīn Abū Ḥafṣ al-Nasafī), né à Nasaf, en Perse, en 1068, mort en décembre 1142,,,, est un juriste musulman et un théologien de l'école maturidite.
Il a écrit Al ʿAqāʼid al-nasafīyah fī uṣūl al-Dīn wa ʿilm al-Kalām (traduit en anglais), qui nous permet d'avoir connaissance des idées d'al-Maturidī, dans la mesure où l'œuvre de ce dernier n'a pas été conservée.

## Bibliographie

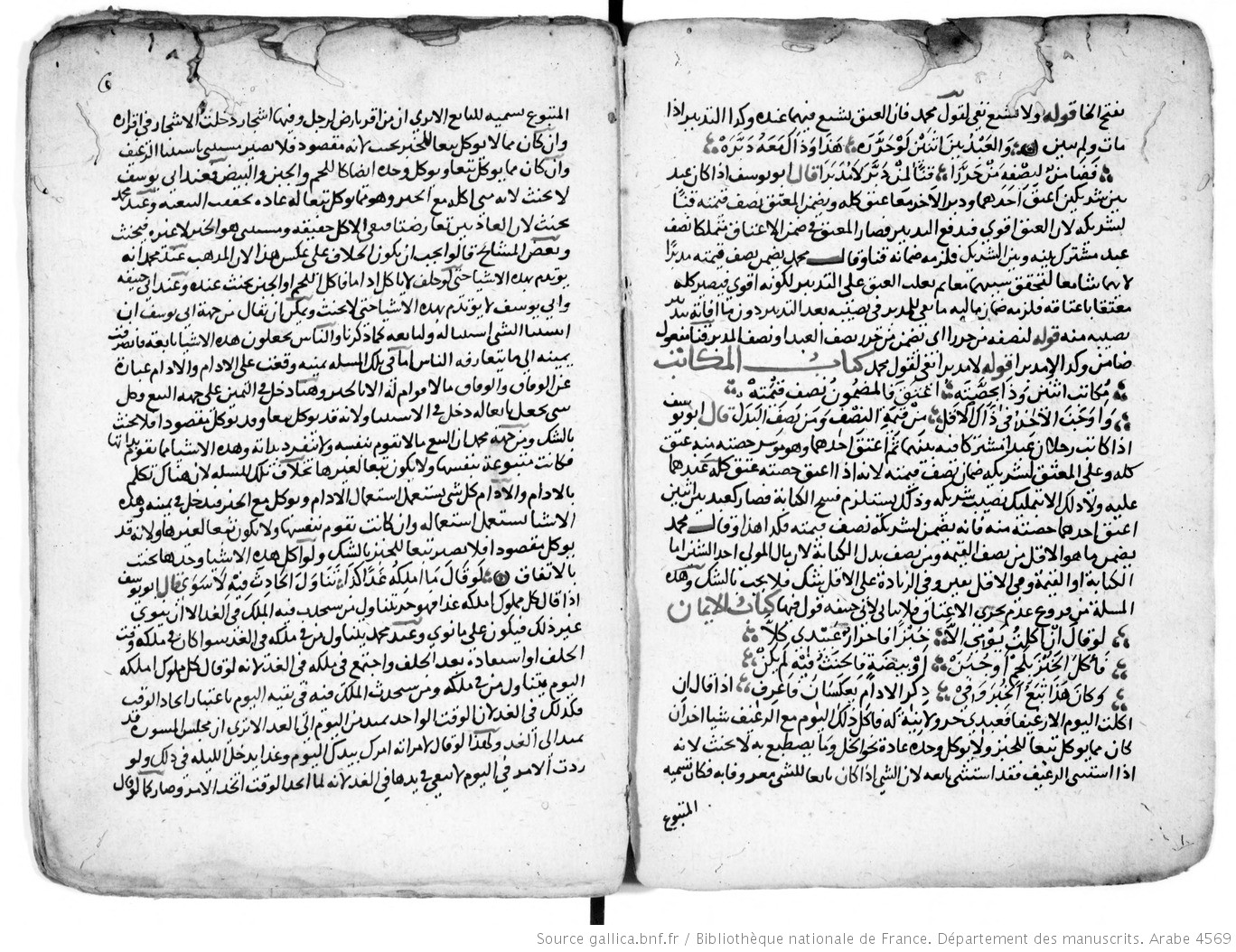
Manuscrit d'un commentaire du XIIIe siècle sur la Manẓoûma d'Al-Nasafī.

## Œuvres
- Al ʿAqāʼid al-nasafīyah fī uṣūl al-Dīn wa ʿilm al-Kalām (« Les croyances d'Al-Nasafi en matières de fondements de la religion et de science théologique »). Le kalâm et son role [sic] dans la société turco-ottomane de Yazıcıoğlu, Mustafa Said (1990), contient une traduction en français de Al ʿAqāʼid al-nasafīyah.
- Zallat al-qāriʾ (épître sur des erreurs dans la récitation du Coran).
- Al-Mamzuma al-Nasafiyya fī al-ḫilāfiyyāt (jurisprudence).
- Manzumah al-Jame' al-Saghir (texte de Muhammad Shaibani adapté en vers par an-Nasafī).
- Al-Muḫammasāt (théologie).
- Al-Taysir fi al-Tafsir (« Facilitation de l'interprétation »).

## Notice d'autorité
- Notice dans un dictionnaire ou une encyclopédie généraliste :   - Deutsche Biographie
- Notices d'autorité :   - VIAF
  - ISNI
  - BnF (données)
  - IdRef
  - LCCN
  - GND
  - CiNii
  - Pays-Bas
  - Pologne
  - Israël
  - Suède
  - Vatican
  - Norvège
  - WorldCat